# Paul Burke (rugbista)
Paul Anthony Burke (Londra, 1º maggio 1973) è un ex rugbista a 15 e allenatore di rugby anglo-irlandese, già mediano d'apertura di Harlequins, Munster e Leicester nonché 13 volte internazionale per l'Irlanda.

## Biografia
Nato a Londra e cresciuto a Hampton Hill, nel sobborgo di Richmond, dove i suoi genitori irlandesi si erano trasferiti per lavoro, Burke praticò da giovane sia il calcio che il rugby, disciplina nella quale si formò nelle giovanili del London Irish in cui entrò a sei anni; a livello giovanile rappresentò l'Inghilterra tra i 16 e i 21 anni.
Dopo l'esordio in prima squadra nei London Irish a 19 anni, fu in Irlanda alla provincia di Munster e, a livello di club, al Cork Constitution; passò professionista in Inghilterra nel Bristol e successivamente al Cardiff RFC dove, tuttavia, nonostante i numerosi punti marcati, fu chiuso nel ruolo da Neil Jenkins.
Decise quindi, dopo circa una stagione e mezzo in Galles, di tornare a Londra e fu ingaggiato dagli Harlequins con cui al primo anno vinse subito la Challenge Cup; in 4 stagioni, oltre a un'ulteriore Challenge Cup nel 2005, realizzò più di 700 punti in campionato e più di 1 000 in tutti gli incontri ufficiali del club, con il picco toccato nella finale della citata Challenge Cup 2000-01 in cui marcò 27 punti nella vittoria per 42-33 sui francesi del Narbonne.
Nel 1995, nel frattempo, Burke aveva optato per rappresentare l'Irlanda ed esordì con la Nazionale in maglia verde nel corso del Cinque Nazioni di quell'anno a Dublino contro l'Inghilterra (sconfitta 8-20); più avanti nell'anno fece parte della squadra che si recò in Sudafrica per la Coppa del Mondo di rugby 1995.
Fino al 2003 disputò 13 incontri in Nazionale, 7 dei quali da titolare; la sua ultima apparizione fu durante il tour 2003 ad Apia contro Samoa.
Nel 2004, finito il contratto con l'Harlequins, tornò in Irlanda al Munster con cui prese parte alla Celtic League e vinse la Celtic Cup nel 2005; fu pochissimo utilizzato nel 2005-06 e non prese parte alla vittoriosa Heineken Cup che il club si aggiudicò e, al termine del biennio, fu ancora in Inghilterra al Leicester che fu anche la sua ultima destinazione da giocatore: con tale squadra vinse la Premiership e la Coppa Anglo-Gallese nel 2007 ma nel 2008 dovette ritirarsi dall'attività agonistica a seguito di un infortunio.
Già nella stagione successiva a quella del suo ritiro Burke entrò nello staff tecnico del Leicester come assistente allenatore dapprima di Heyneke Meyer e poi di Richard Cockerill, nel 2013 passò ad allenatore degli avanti; mantenne il suo ruolo fino a ottobre 2014 quando, visti i risultati deludenti nella prima parte di stagione, decise di dimettersi dall'incarico.
Da luglio 2015 Burke ricopre il ruolo di direttore del rugby dell'Epsom College, scuola dalla quale egli stesso proviene e della cui squadra seniores di rugby fu capitano nel 1991.

## Palmarès
- Premiership: 1
Leicester: 2006-07
- Coppe Anglo-Gallesi: 1
Leicester: 2006-07
- Celtic Cup: 1
Munster: 2004-05
- Challenge Cup: 2
Harlequins: 2000-01, 2003-04